# Godofredo Garabito
Godofredo Garabito Gregorio (La Mudarra, Valladolid; 31 de octubre de 1932 - Valladolid; 8 de febrero de 2012) fue un historiador, escritor, académico y político español.

## Biografía
Académico de número de la Real Academia de Bellas Artes de la Purísima Concepción desde 1982, y miembro del Consejo General de Cultura de la Diputación Provincial de Valladolid desde 2001, fue también diputado provincial entre 1967 y 1974, presidente nacional de los Empresarios de la Construcción, y presidente o vicepresidente de múltiples organismos culturales como la Coral Vallisoletana, la Unión Artística Vallisoletana o Amigos de la Zarzuela, desde donde creó varios premios y galardones que aún persisten en la ciudad, entre los que destacan el Premio de Teatro Concha Velasco o el Premio Internacional de Piano Frechilla y Zuloaga.
Se destacó por la colaboración en varios medios escritos, particularmente El Norte de Castilla (de 1978 a 1992), Diario Regional, Diario de Burgos y también de El Día de Valladolid (donde publicó hasta el día de su muerte una columna semanal bajo el título de "Al aire de mi aire") así como en medios de radiodifusión y televisión como COPE o Televisión de Castilla y León. Como pregonero de Semana Santa, fue el encargado de encabezar esta en múltiples ciudades y pueblos de la geografía española (incluyendo Coria, Mérida, Medina del Campo, Medina de Rioseco o Valladolid).
Es autor de la letra de distintas composiciones musicales realizadas en colaboración de músicos como Ernesto Monsalve, Ignacio Nieva o Pedro Aizpurúa. El 20 de julio de 2010 fue anunciada la concesión del Premio Provincia de Valladolid a la trayectoria artística, que concede cada año la Excma. Diputación Provincial de Valladolid que le fue entregado solemnemente el día 30 del mismo mes y año.
Su última aparición pública fue el 8 de mayo de 2011 cuando, enmarcado dentro de los actos de clausura de la 44.ª Feria del Libro de Valladolid (a la que su trayectoria profesional se vio muchas veces ligada) se le rindió un homenaje que estuvo organizado y contó con la representación del Ayuntamiento de Valladolid, la Diputación Provincial de Valladolid y la Junta de Castilla y León así como con la presencia de Concha Velasco, con la cual mantenía una antigua amistad.

## Obras

### Poesía
- Piropo (1976)
- Romances de cara y cruz a la muerte de Antonio Bienvenida. Con Carmen Isabel Santamaría (1976)
- Amapolas Comuneras (1978)
- Castilla: Historia de surco y verso (1980)
- El aura del ciprés me ha dicho... (1988)
- En torno al pan y al vino: Catorce sonetos eucarísticos. (1989)
- 33 sonetos de amor en azul (1990)
- Medina del Campo. Plaza Mayor de la Hispanidad (1992)
- Al aire de mi vuelo (1993)

### Prosa
- Roble en Torozos (1975)
- Palomares de Castilla (1975)
- Las mil y una mañanas de la biblioteca. Discurso de Ingreso en la Real Academia de Bellas Artes de la Purísima Concepción (1975)
- Cacharrería histórica: Algunas piezas olvidadas. Con José Delfín Val (1981)
- Castilla milenaria (1983)
- El ferrocarril de Valladolid a Medina de Rioseco. Tren Burra. (1988)
- Ante la realidad de un nuevo siglo (1995)
- Sendas de poesía iluminadas (1998)
- La formación de un Imperio: Carlos V (2000)
- Peñafiel y su marquesado (2000)
- Pueblos con mirada. Con Tomás Hoyas (2001)
- Desde el Colegio de la Asunción (2003)
- Ráfagas Vallisoletanas. (2006)
- Entre dos siglos: 1986-2006. Cámara Oficial de Comercio e Industria de Valladolid. (2006)
- Cristóbal Colón: el ocaso de un navegante. (2006)

### Teatro
- Recreación de la historia de la Santa Espina. (1990)
- De Jeromín a Don Juan de Austria. (2002)
- Natividad. Oratorio para solistas, coro y orquesta con música de Ernesto Monsalve. (2010)

### Otras
- Himno de la Coronación de Nuestra Señora de las Angustias (Valladolid). Con música de Ernesto Monsalve. (2009)
- Himno de Medina de Rioseco. Con música de Ernesto Monsalve. (2012)

## Colaboración en medios de comunicación

### Artículos en prensa
- Diario Regional
- El Norte de Castilla
- ABC
- El Mundo
- Diario de Burgos. Castilla Milenaria
- Diario de Ávila
- El Correo de Zamora
- La Voz de Asturias
- El Día de Valladolid. Al aire de mi aire

## Condecoraciones
Entre sus premios, títulos y condecoraciones que recibió estaban la cruz de la Orden de Alfonso X el Sabio, la encomienda de la Orden del Mérito Civil y la encomienda de número de la Orden de Isabel la Católica, todas ellas concedidas por el rey Juan Carlos I; el Premio "Provincia de Valladolid" a la Trayectoria Artística 2009, Medalla de Oro de la Coral Vallisoletana, Premio Lírico Félix Arroyo, Medalla de Oro y Brillantes de la Unión Artística Vallisoletana o el I Premio Lázaro Gumiel elegido popularmente por la Defensa de la Semana Santa Vallisoletana.
Era, también, caballero de la Orden del Santo Sepulcro de Jerusalén en el Capítulo Noble de Castilla y León, caballero de la Real Asociación del Monasterio de Yuste y Caballero de honor de la Hispanidad de Medina del Campo.